# Gerd Lauck
Gerd Lauck (* 5. Juli 1931; † 10. Oktober 2005) war ein deutscher Fußballspieler.

## Karriere

### Vereine
Lauck gehörte von 1951 bis 1962 der im Saarland beheimateten Borussia aus Neunkirchen an, für die er in der Oberliga Südwest als Abwehrspieler Punktspiele bestritt.
Als Zweitplatzierter der Saison 1958/59 nahm er infolgedessen am Qualifikationsspiel zur Teilnahme an der Endrunde um die Deutsche Meisterschaft teil, das allerdings am 3. Mai 1959 mit 3:6 gegen Werder Bremen verloren wurde; genauso wie das Finale um den DFB-Pokal in Kassel am 27. Dezember 1959 mit 2:5 gegen Schwarz-Weiß Essen, nachdem er zuvor am 3. Oktober im Halbfinale beim 2:1-Sieg über den VfR Mannheim mitgewirkt hatte. Bereits 1952/53 kam er im Achtelfinale bei der 0:2-Niederlage gegen den Hamburger SV am 19. November 1952 zum Einsatz.
Als erneut Zweitplatzierter der Saison 1959/60 nahm er abermals an der Endrunde um die Deutsche Meisterschaft teil. Diese wurde in zwei Gruppen zu je vier Mannschaften mit Hin- und Rückspiel ausgetragen, von denen beide Sieger das Finale bestritten. In der Gruppe 1 bestritt er alle sechs Spiele und erzielte im vierten Spiel am 4. Juni 1960, beim 2:2-Unentschieden gegen den Karlsruher SC mit dem Treffer zum Endstand in der 81. Minute, sein einziges Tor. Ins Endspiel zog der Gruppensieger Hamburger SV ein, der gegen den 1. FC Köln mit 3:2 gewann.
Abermals Zweitplatzierter der Saison 1960/61 kam er letztmals am 6. Mai 1961 bei der 0:5-Niederlage gegen Eintracht Frankfurt im Qualifikationsspiel zur Teilnahme an der Endrunde um die Deutsche Meisterschaft zum Einsatz.

### Nationalmannschaft
Für die Saarländische Nationalmannschaft bestritt er fünf Länderspiele, vier davon in Saarbrücken, eins in Amsterdam. Sein Debüt gab er am 9. Oktober 1955 beim 7:5-Sieg über die B-Nationalmannschaft Frankreichs. Ferner kam er am 16. November 1955 bei der 1:2-Niederlage gegen die Nationalmannschaft der Niederlande, am 1. Mai 1956 beim 1:1-Unentschieden gegen die Schweizer Nationalmannschaft, am 3. Juni 1956 beim torlosen Unentschieden gegen die B-Nationalmannschaft Portugals und zuletzt am 6. Juni 1956 bei der 2:3-Niederlage gegen die Niederländische Nationalmannschaft  zum Einsatz. Für die B-Nationalmannschaft bestritt er am 1. Mai 1955 das Länderspiel, das im Neunkircher Ellenfeldstadion mit 4:2 gegen die B-Auswahl der Niederlande gewonnen wurde.

## Erfolge
- DFB-Pokal-Finalist 1959